# 罗坝镇 (礼县)
罗坝镇，是中华人民共和国甘肃省陇南市礼县下辖的一个乡镇级行政单位。
2014年，甘肃省民政厅批复同意撤销罗坝乡，设立罗坝镇。

## 行政区划
罗坝镇下辖以下地区：
郭家村、田河村、梁坪村、崖湾村、中川村、柯才村、楼底村、孙王村、苗河村、杜沟村、王寺村、焦赵村、李坝村、巩河村、老沟村、酒店村、关键村、董家村、三人村、姜坪村、双渠村、磨子村、吊草村、长草村和花坪村。